# سكوت فاغنر
سكوت فاغنر (بالإنجليزية: Scott Wagner)‏ هو سياسي أمريكي، ولد في 21 سبتمبر 1955 في الولايات المتحدة. حزبياً، نشط في الحزب الجمهوري. وقد انتخب عضو مجلس ولاية بنسيلفانيا.

## وصلات خارجية
- الموقع الرسمي